# Paweł Bajeński
Paweł Bajeński (ur. 23 grudnia 1908 w Chańkach, zm. 27 listopada 1971 w Warszawie) – działacz ewangelikalny okresu PRL-u; przywódca Zjednoczenia Kościołów Chrystusowych w latach 1951–1953, a w latach 1953–1962 członek Prezydium Zjednoczonego Kościoła Ewangelicznego (ZKE). Był zwolennikiem bliskiej współpracy pomiędzy ewangelikalnymi ugrupowaniami. Był rozpracowywany przez Urząd Bezpieczeństwa, aresztowany w 1950 roku.

## Życiorys

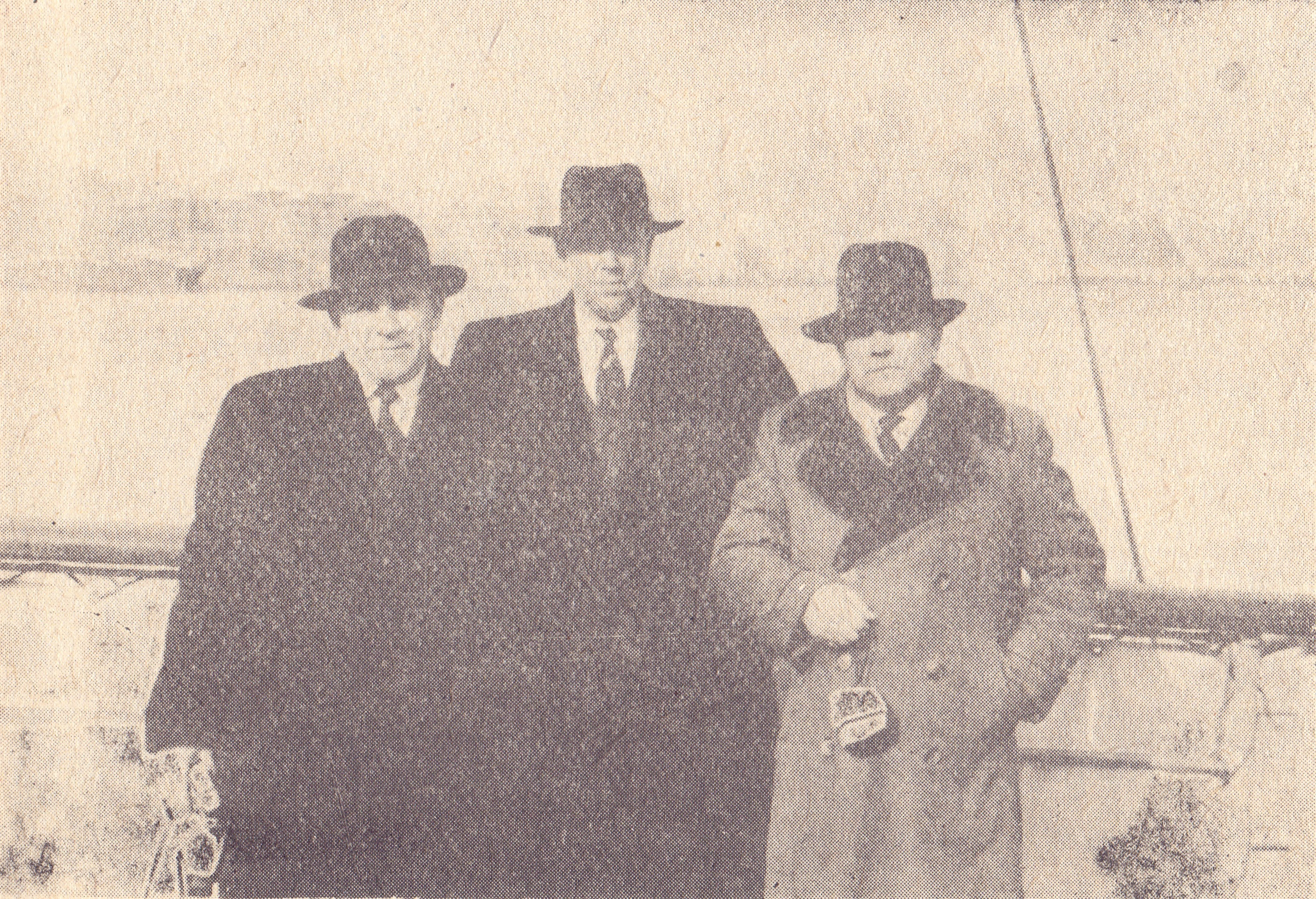
Podróż do Kanady w 1958, na pokładzie s/s „Atlantic”; od lewej stoją: P. Bajeński, T. Maksymowicz, S. Waszkiewicz

Paweł Bajeński urodził się 23 grudnia 1908 roku we wsi Chańki, koło Milejczyc. Pochodził z rodziny rolniczej.
W roku 1915 jego rodzina udała się na bieżeństwo w głąb Rosji, gdzie przebywała do roku 1922. Ukończył tam rosyjskie gimnazjum. Po powrocie do Polski zapoznał się z wyznaniem chrystusowych. W roku 1928 został ochrzczony przez Jerzego Sacewicza. W 1930 roku rozpoczął służbę wojskową. W 1933 roku został kaznodzieją rejonu Milejczyce. W latach 1934–1938 był przewodniczącym młodzieży w okręgu białostockim. W styczniu 1938 roku zamieszkał w Warszawie i udzielał się w Zborze kierowanym przez Stanisława Krakiewicza .
W 1941 roku został przewodniczącym okręgu na woj. lubelskie. W 1945 roku wyjechał do Gdańska i zajmował się zakładaniem zborów i placówek dla swego Kościoła. Założył wtedy m.in. zbór w Gdańsku. Był zwolennikiem ścisłej współpracy z pokrewnymi wyznaniami ewangelikalnymi. W latach 1945–1947 działał w ramach Polskiego Kościoła Ewangelicznych Chrześcijan Baptystów i wchodził do Rady Naczelnej tego Kościoła.
W sierpniu 1949 roku Urząd Bezpieczeństwa otoczył go siatką donosicieli w ramach inwigilacji. We wrześniu 1950 roku został aresztowany wraz z innymi działaczami swego Kościoła. Ze względu na stan zdrowia został przewieziony do szpitala, gdzie spędził kilka miesięcy . Zwolniony został w marcu 1951 roku. Spośród osób należących do ścisłego kierownictwa ZKCh był pierwszą osobą, która wyszła na wolność. Po wyjściu na wolność w 1951 roku podjął starania o odzyskanie opieczętowanych kaplic. Wielokrotnie wysyłał w tej sprawie pisma do UdsW i MBP. Jednak dopiero w 1952 roku otrzymano zgodę na otwarcie kaplicy w Warszawie. Zwołał również konferencję w Inowrocławiu, gdzie wybrano nowy zarząd Kościoła. Prezesem został Paweł Bajeński. Jerzy Sacewicz i Mikołaj Korniluk nadal przebywali w więzieniu . Pod nieobecność Sacewicza doprowadził do tego, że w 1953 roku ZKCh weszło do ZKE. Sacewicz po wyjściu na wolność miał pretensje do Bajeńskiego, że „wprowadził Kościół do Babilonu”.
W latach 1953–1962 należał do ścisłego kierownictwa ZKE i był wtedy jednym z wiceprezesów tego Kościoła. Sprawował też funkcję okręgowego w kilku różnych okręgach (pomorski w latach 1953–1956, olsztyński i białostocki w latach 1956–1959, bydgoski i lubelski w latach 1959–1962). Był w wieloletnim konflikcie z Sacewiczem. Ze względu na ten konflikt w 1962 roku Naczelna Rada ZKE musiała narzucić komisarycznego przełożonego zboru przy ul. Puławskiej 114. Został nim Kazimierz Muranty. W 1965 roku przełożonym został Sacewicz, a Bajeński jego zastępcą.
W sierpniu 1956 roku pojawiły się w Kościele tendencje separatystyczne, wspierane przez współwyznawców z USA, jednak pozycja Bajeńskiego była na tyle silna, że nie dopuścił do wystąpienia ZKCh z ZKE. R.J. Smith, z ramienia „Church of Christ”, proponował Bajeńskiemu, by wyprowadził zbory chrystusowe ze struktur ZKE i utworzył niezależny Kościół. Obiecał mu w zamian pomoc materialną, lecz Bajeński odmówił.
Zmarł w Warszawie 27 listopada 1971 roku. Pochowano go na  cmentarzu ewangelicko-reformowanym w Warszawie (kwatera 8-1-1).

## Kontrowersje

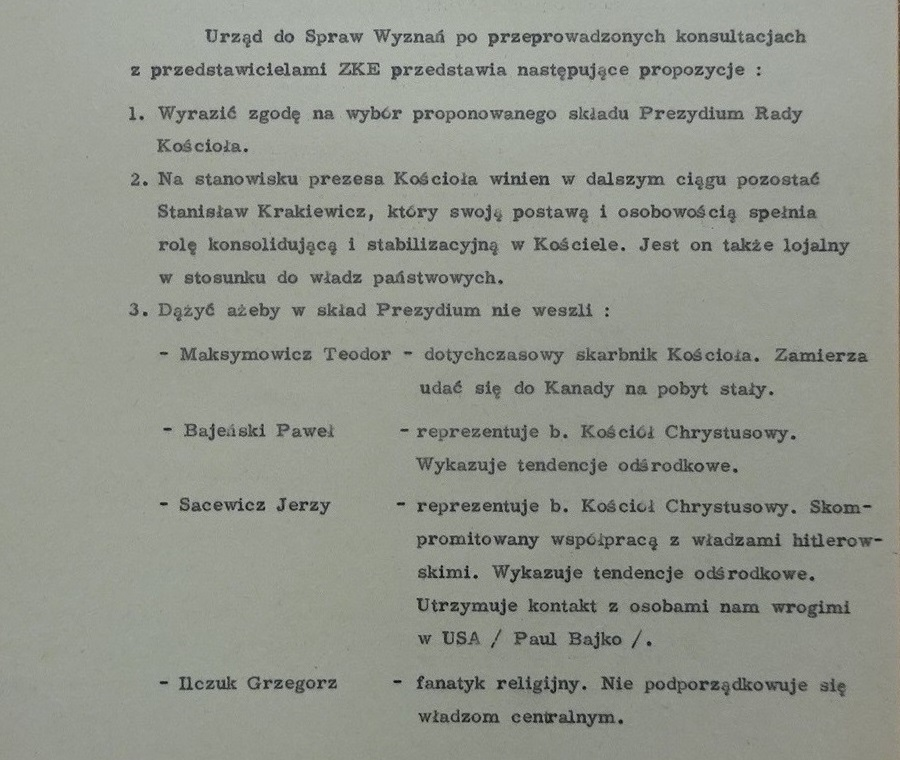
Fragment Notatki pracownika UdSW, 18 listopada 1968 (AAN UdSW 131/482)

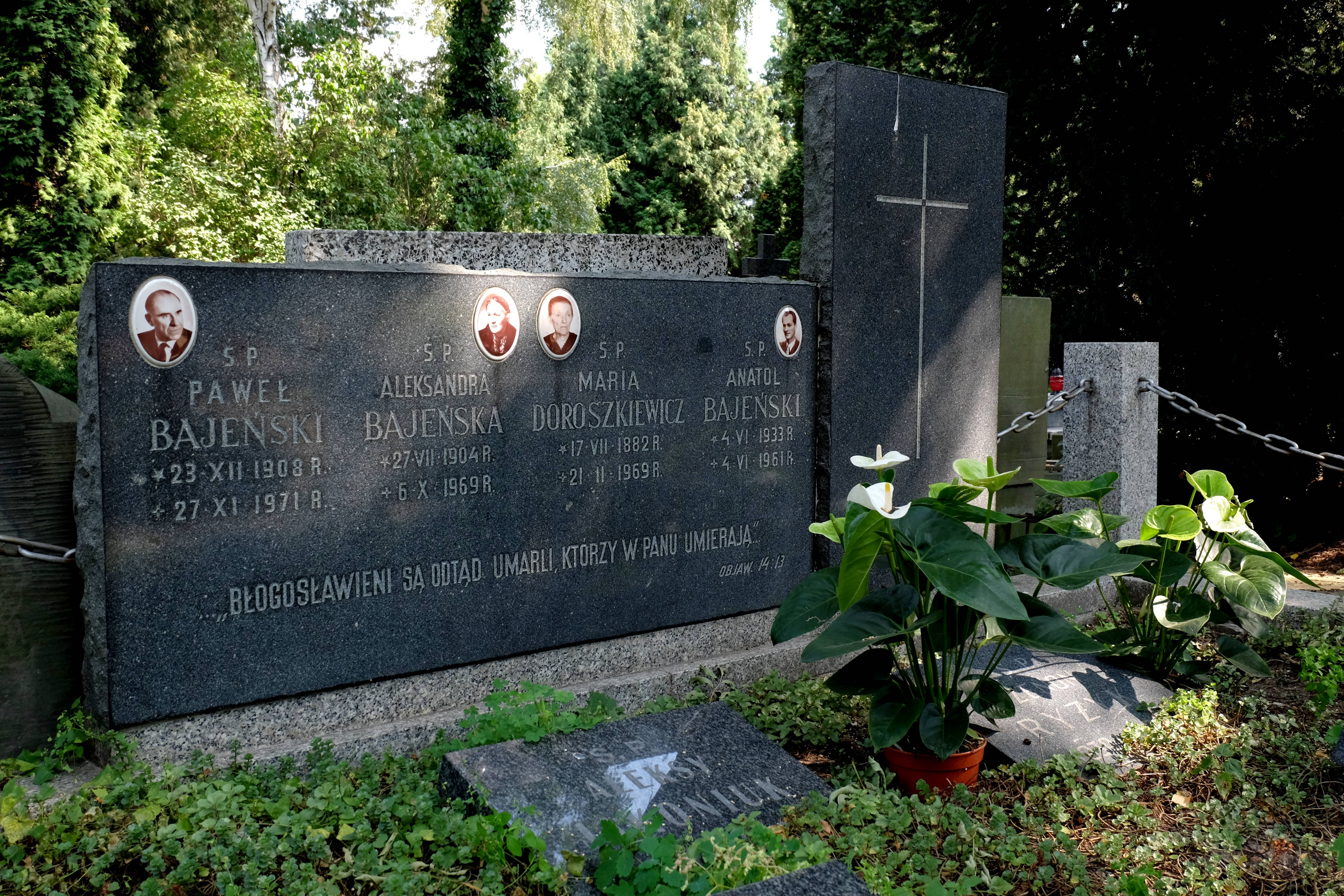
Grób Pawła Bajeńskiego na Cmentarzu ewangelicko-reformowanym w Warszawie

Bajeński był znany z wiernopoddańczego stosunku do władzy. Po wyjściu na wolność w 1951 roku w pismach do władz posuwał się do daleko idących pochlebstw, sądząc, że dzięki temu uzyska ich przychylność („praca religijna ZKCh w Polsce prowadzi się bez żadnych przeszkód ze strony władz”). W listopadzie 1952 roku wraz z Konstantym Sacewiczem wysłał do Urzędu ds. Wyznań telegram z wyrazami wdzięczności „za wolność wyznaniową”. W tym samym czasie inni członkowie Zarządu Kościoła siedzieli w więzieniu. Po śmierci Stalina napisał, iż „śmierć Józefa Stalina (...) okryła żałobą wszystkie narody postępowe świata”.
Ryszard Michalak uznał, że Paweł Bajeński (wraz z Krakiewiczem) po wyjściu na wolność realizował wytyczne władz odnośnie do połączenia ZKCh z ZKE. Zapis Michalaka został odczytany w ten sposób, że Krakiewicz i Bajeński byli tymi duchownymi ewangelikalnymi, którzy zdecydowali się na współpracę z UB. Dlatego Tomasz Terlikowski zarzucił Bajeńskiemu „daleko idącą współpracę zarówno z Urzędem ds. Wyznań, jak i z UB” . Na łamach kwartalnika „Słowo i Życie”, organu prasowego Kościoła Chrystusowego, odpowiedziano, że „artykuł p. Terlikowskiego jest tendencyjny i nieprzychylny”, i mija się z prawdą . Zarzut postawiony przez Terlikowskiego został następnie powtórzony przez Pawła Chojeckiego, zwierzchnika Kościoła Nowego Przymierza, na łamach pisma „Idź Pod Prąd”.
Wojciech Sławiński, który badał archiwa IPN, nie potwierdził tych zarzutów, stwierdził natomiast, że Paweł Bajeński był rozpracowywany przez bezpiekę ze względu na przynależność do Zjednoczonego Kościoła Chrystusowego. Mirosława Weremiejewicz odpowiedziała na zarzut Michalaka, że Bajeński jeszcze przed aresztowaniami miał doświadczenie współpracy z pokrewnymi wyznaniami, najpierw podczas okupacji niemieckiej, a następnie w powojennym PKEChB i dlatego zjednoczenie pokrewnych Kościołów nie było dla niego niczym nowym. Ponadto dostrzegł dla siebie i swego Kościoła większe możliwości działania. Leszek Jańczuk zauważył (po przeprowadzeniu kwerendy w IPN), że Paweł Bajeński nie został nawet zarejestrowany jako TW.
Andrzej W. Bajeński, wnuk Pawła, twierdzi, że jego dziadek był zawsze zwolennikiem współpracy pokrewnych Kościołów. Uważał, że: „Skoro inni są tacy sami, jak my, skoro są braćmi w Chrystusie, to dlaczego się nie połączyć?” Natomiast do chrześcijan z innych tradycji podchodził z rezerwą.